# Szymon Mika
Szymon Mika (ur. 1991) – polski gitarzysta jazzowy i kompozytor.

## Życiorys
Szymon Mika dorastał w Wadowicach, gdzie od najmłodszych lat był związany z muzyką. W wieku czterech lat grał na perkusji w zespole jazzowym swojego ojca. W wieku 11 lat rozpoczął naukę gry na gitarze klasycznej, pobierając lekcje m.in. u Jarosława Dzienia oraz Adama Zalasa, stopniowo kierując się w stronę gitary i muzyki jazzowej.
W latach 2010–2016 studiował grę na gitarze jazzowej pod kierunkiem prof. Karola Ferfeckiego na Akademii Muzycznej im. Karola Szymanowskiego w Katowicach, którą ukończył z wyróżnieniem. W 2016 roku podjął studia na Music Academy Basel w Szwajcarii, gdzie kształcił się pod okiem takich muzyków jak Wolfgang Muthspiel, Julian Lage, Peter Bernstein, Lage Lund, Lionel Loueke, Miguel Zenón, Guillermo Klein, Mark Turner, Larry Grenadier, Bill McHenry i Aydin Esen.
W latach 2017–2018 uczestniczył w mistrzowskim programie stypendialnym Focusyear w Bazylei, w ramach którego występował u boku takich artystów jak Dave Holland, Kurt Rosenwinkel, Mark Turner, Joshua Redman, Avishai Cohen, Becca Stevens, Steve Swallow, Theo Bleckmann, Django Bates i wielu innych.

## Nagrody i wyróżnienia
W 2012 roku otrzymał indywidualną nagrodę Grand Prix „Indywidualność Jazzowa” na festiwalu Jazz nad Odrą. W tym samym roku zdobył I miejsce w konkursie Young Best Jazz z zespołem Organ Spot oraz wyróżnienie dla najlepszego solisty, a także II nagrodę na 5. Azoty Tarnów International Jazz Contest.
W 2013 roku zdobył Grand Prix na Grupa Azoty Jazz Contest z autorskim projektem Pałka/Mika Quartet oraz Nagrodę Specjalną dla Największego Talentu konkursu. W 2014 roku otrzymał Nagrodę Specjalną na Krokus Jazz Festival, a w 2015 roku Nagrodę Specjalną na Bielskiej Zadymce Jazzowej. W 2015 roku, z rąk m.in. Mike’a Sterna, Eda Cherry’ego, Wojciecha Karolaka i Johna Abercrombiego, zdobył pierwszą nagrodę na Międzynarodowym Jazzowym Konkursie Gitarowym im. Jarka Śmietany.
W 2016 roku został uznany za „Nadzieję Roku” przez czytelników magazynu Jazz Forum, a w 2022 roku zdobył tytuł „Gitarzysty Roku” według krytyków tego samego magazynu.

## Działalność artystyczna
Szymon Mika prowadzi swoje trio, w którego skład wchodzą kontrabasista Max Mucha oraz perkusista Ziv Ravitz. Projekt ten wydał dwa albumy Unseen oraz Togetherness. Jest również liderem kwintetu, który oprócz niego tworzą wokalistka Song Yi Jeon (Korea Południowa), trębacz Oskar Török (Słowacja), perkusista Péter Somos (Węgry) i kontrabasista Andrzej Święs.
Jako muzyk sesyjny koncertuje z czołowymi polskimi i europejskimi artystami, m.in. takimi jak Yumi Ito, Aga Zaryan, Ziv Ravitz, Grażyna Auguścik, Florian Arbenz, Piotr Wyleżoł, Adam Bałdych.
Prezentował swoją muzykę na licznych koncertach w Wielkiej Brytanii, Niemczech, Szwajcarii, Francji, Czechach, Słowacji, Węgrzech, Polsce, Białorusi, Ukrainie, Litwie, Zjednoczonych Emiratach Arabskich, Włoszech, Irlandii, Austrii, Hiszpanii i Portugalii.

## Dyskografia

### Lider
- 2025: Agma – Szymon Mika
- 2022: Attempts – Szymon Mika Solo (jedna z 50 najlepszych płyt roku 2022 na świecie wg Teda Gioi)[27]
- 2018: Togetherness – Szymon Mika Trio & Guests
- 2016: Unseen – Szymon Mika Trio

Źródło: Era Jazzu.

### Co-leader
- 2022: Loud Silence – Piotr Wyleżoł/Szymon Mika
- 2021: Ekual – Yumi Ito/Szymon Mika Duo
- 2020: Cavatina session – WEBAND
- 2019: Short Form – Mateusz Pałka/Szymon Mika Duo
- 2015: Popyt – Mateusz Pałka/Szymon Mika Quartet

Źródło: Era Jazzu.

### Sideman
- 2025: NOW! – Marek Pospieszalski Oktet
- 2025: Oitago – Kajetan Galas Organ Spot
- 2025: Something Holy? – Aleksandra Kryńska
- 2024: Conversation #11 & #12 – Florian Arbenz
- 2023: No Other End of the World Will There Be – Marek Pospieszalski Oktet
- 2023: Daily Things – Tomasz Wendt Quartet
- 2022: Sara – Aga Zaryan (album nominowany do nagrody Fryderyk)[28]
- 2022: Polish Composers Of The 20th Century – Marek Pospieszalski Oktet (płyta roku 2022 wg Jazz Forum)[29]
- 2019: Visions – Stanisław Słowiński Septet & Aukso
- 2019: Miraż – Adam Kawończyk Quartet
- 2018: After This – Focusyear Band
- 2018: Discovery – Marton Juhasz
- 2018: Artisena – Joachim Mencel Quintet
- 2018: Camouflage (muzyka filmowa, kompozycje i wykonanie) w reż. Aleksandry Świerk
- 2018: Vital Music – Mateusz Sobiechowski Quintet
- 2017: Visions | Between Love and Death – Stanisław Słowiński Sextet
- 2017: Here – Julia Kania
- 2017: Time – Przemek Kleczkowski Group
- 2017: Into The Life – Piotr Budniak Essential Group
- 2016: Jestem mordercą (muzyka filmowa, nagranie partii gitar) – reż. Maciej Pieprzyca
- 2015: Storytelling – Ida Zalewska
- 2015: Simple Stories About Hopes And Worries – Piotr Budniak Essential Group
- 2015: Moje Córki Krowy (muzyka filmowa, nagranie partii gitar) – reż. Kinga Dębska
- 2013: Organ Spot – kolektyw Organ Spot

Źródło: Era Jazzu.

## Instrumentarium
Od czerwca 2012 roku Szymon Mika jest endorserem gitar niemieckiego lutnika Stefana Schotmüllera. Gra również na specjalnie dla niego wykonanej gitarze oktawowej autorstwa Jakoba Biehlera oraz na gitarze akustycznej zbudowanej przez polskiego lutnika Jacka Śliwę.